# Heptomino

Cele 108 de heptominouri libere

În geometrie un heptomino este un poliomino compus din șapte pătrate conectate ortogonal (adică latură la latură, nu doar la colțuri). Numele acestui tip de figură este format cu prefixul hept[a]-.
Atunci când rotațiile și reflexiile nu sunt considerate a fi forme distincte, există 108 heptominouri diferite libere. Când reflexiile sunt considerate distincte, există 196 de heptominouri unilaterale. Când rotațiile sunt și ele considerate distincte, există 760 de heptominouri fixe.

## Simetrie
Figura de mai sus prezintă toate heptominourile libere posibile, colorate în funcție de grupurile de simetrie:
- 84 de heptominouri gri nu au simetrie. Grupul lor de simetrie constă numai din transformarea identică.

- 9 heptominouri roșii au o axă de simetrie în oglindă paralelă cu liniile grilei. Grupul lor de simetrie are două elemente, identitatea și o reflexie față de o dreaptă paralelă cu laturile pătratelor.

- 7 heptominouri verzi au o axă de simetrie în oglindă la 45° față de liniile grilei. Grupul lor de simetrie are două elemente, identitatea și o reflexie pe diagonală.

- 4 heptominouri albastre au simetrie față de centru (simetrie de rotație) de ordinul 2. Grupul lor de simetrie are două elemente, identitatea și rotația de 180°.

- 3 heptominouri violet au două axe de simetrie în oglindă, ambele paralele cu liniile grilei (deci o axă orizontală și una verticală). Grupul lor de simetrie are patru elemente. Este grupul diedral de ordinul 2, cunoscut și sub numele de grupul lui Klein.
- 1 heptomino portocaliu are două axe de simetrie în oglindă, ambele paralele cu liniile grilei (deci o axă orizontală și una verticală). Grupul său de simetrie este grupul diedral de ordinul 2 cu patru elemente.

Dacă reflexiile unui heptomino sunt considerate distincte, așa cum sunt în cazul heptominourilor unilaterale, atunci prima și a patra categorie de mai sus s-ar dubla fiecare în dimensiune, rezultând 88 de heptominouri în plus. Dacă rotațiile sunt, de asemenea, considerate distincte, atunci heptominourile din prima categorie se numără de opt ori, cele din următoarele trei categorii se numără de patru ori, iar cele din ultimele două categorii se numără de două ori. Rezultă  84 × 8 + (9+7+4) × 4 + (3+1) × 2 = 760 heptominouri fixe.

## Împachetări și pavări

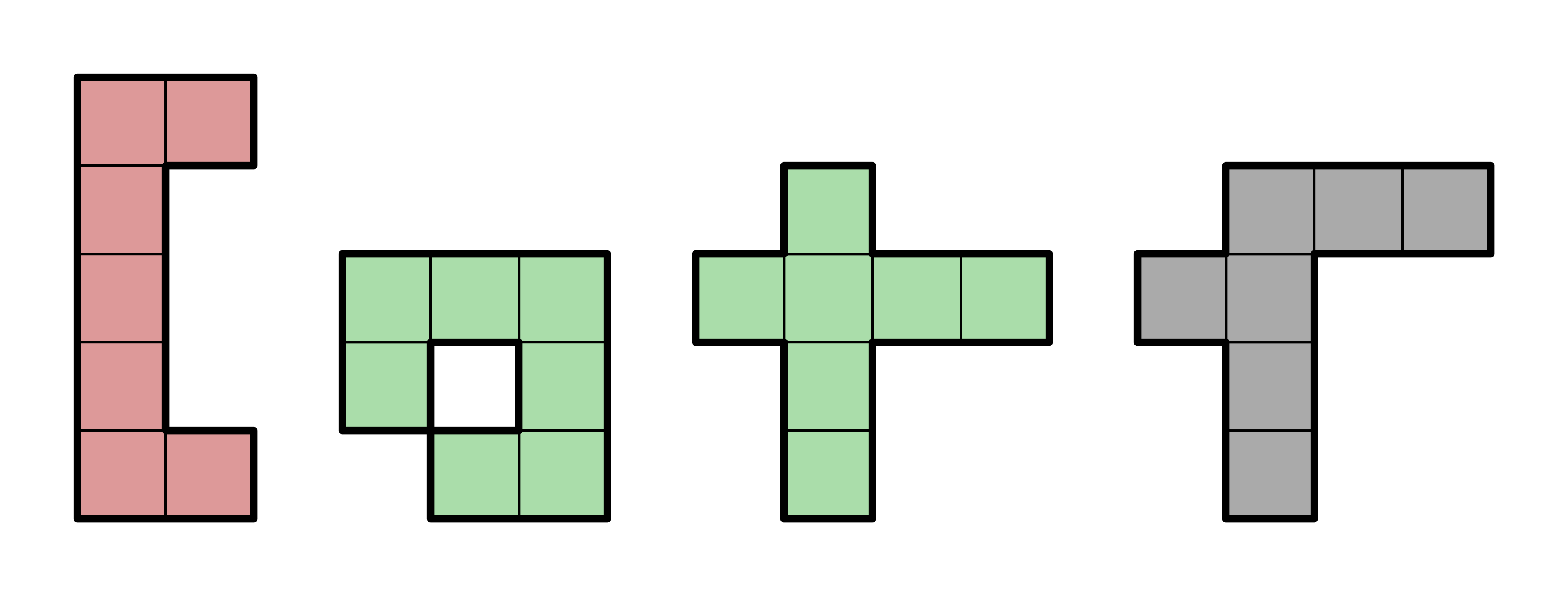
Cele patru heptominouri, inclusiv un heptomino cu gaură, care nu pot pava planul

Dintre cele 108 de heptominouri libere, 101 îndeplinesc criteriul Conway și încă 3 pot forma o combinație care satisface criteriul. Astfel, doar 4 heptominouri nu reușesc să îndeplinească criteriul, și de fapt aceștia 4 nu pot pava planul.
Un set complet de 108 heptominouri libere are un total de 756 de pătrate, însă nu este posibil să se paveze cu el un dreptunghi. Demonstrarea acestui lucru este trivială, deoarece există un heptomino care are o gaură. De asemenea, este imposibil să fie împachetate într-un dreptunghi cu 757 de pătrate cu o gaură de un pătrat, deoarece 757 este un număr prim.
Totuși, setul de 107 heptominouri libere simplu conexe — adică fără cel cu gaură — poate pava un dreptunghi de 7 pe 107 (749 de pătrate). În plus, setul complet de heptominouri libere poate pava trei dreptunghiuri de 11 pe 23 (cu 253 de pătrate), fiecare cu o gaură de un pătrat în centru; setul complet poate pava și douăsprezece pătrate de 8 × 8 (cu câte 64 de pătrate) cu o gaură de un pătrat în centru.